# コチュジャン

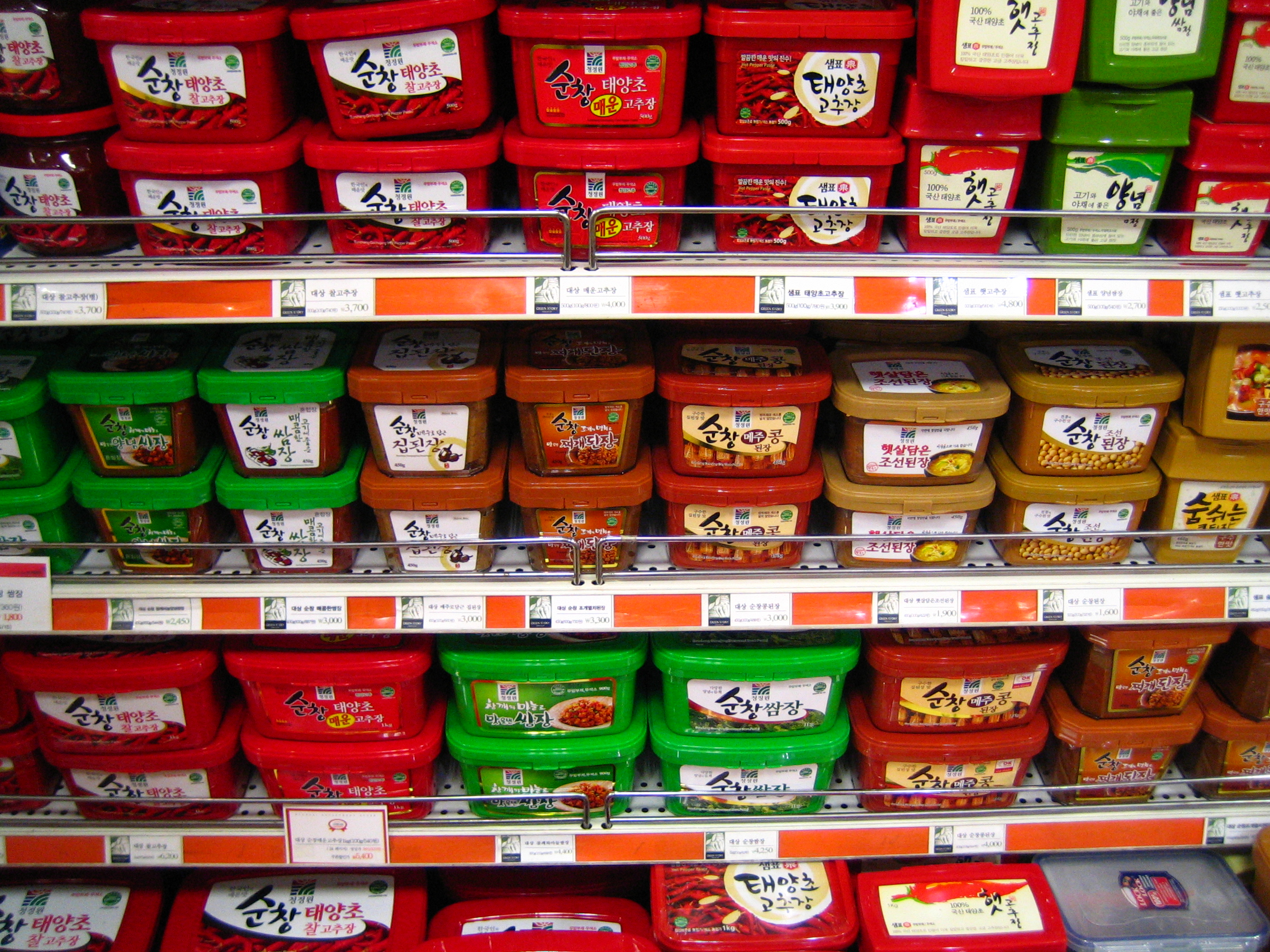
ソウルの食品売り場に並ぶ各種ジャン。赤がコチュジャン、茶色がテンジャン、緑がサムジャン。

コチュジャン（韓: 고추장、英: Gochujang）は、もち米麹と唐辛子の粉などを主な材料とする韓国の発酵調味料。コチジャンとも呼ばれる。
甘辛い味が特徴。材料の唐辛子により赤みを帯びている。コチュジャンとは、唐辛子（コチュ、고추）の醤（調味料）を意味する言葉である。コチュは、苦椒（コチョ、고초）が訛ったものである。

## 概要
主な材料はもち米麹であるが、時代や地域によっては大豆、麦や小麦粉、黍なども混ぜたりと、今日までに材料や製法は多様化している。それらを唐辛子の粉、塩などで調味し、発酵熟成させて作る。発酵により、唐辛子の刺激がまろやかになる。基本的にはもち米麹で甘みが出るのだが、特に日本では麦芽（水飴）、砂糖を加えることが多い（日本のみならず本場朝鮮でも糖類を加えて作る傾向にあるが、日本製は甘みが強い）。
ビビンバを食べる際の必需品であるほか、鍋物や煮物、炒め物、和え物から薬味などにも用い、そのまま生野菜につけたり、直接飯に混ぜ込んで食べたりもする。用途がきわめて広く頻繁に用いられるため、日常の食事に欠かせない調味料となっている。

## 歴史
朝鮮には胡椒や川椒（花椒の別名）のような辛さを持つ醤文化が存在していたが、唐辛子が文禄・慶長の役の頃日本から伝来し、18世紀には『山林経済』に唐辛子の栽培法が紹介され一般的に唐辛子の栽培が行われるようになり、次第に胡椒、川椒に替わる材料になった。18世紀半ばからコチュジャンは作られるようになった。18世紀の本『謏聞事說』『增補山林経済』でコチョジャン（고초장）の作り方に言及している。19世紀初めに書かれた生活百科事典「閨閤叢書」には、現在食べられているものに近いコチュジャンの製造法が掲載されている。